# Niederwahn
Niederwahn ist ein Ortsteil der Gemeinde Much im Rhein-Sieg-Kreis. 

## Lage
Niederwahn liegt im Wahnbachtal nordöstlich von Much. Weitere Nachbarorte sind Oberwahn im Nordosten, Niederhof im Osten und Berghausen im Süden. Niederwahn liegt an der Bundesstraße 56.

## Geschichte
1901 hatte der Weiler 40 Einwohner. Verzeichnet waren die Haushalte Schneider Josef Dick, Ackerer Wilhelm Haas, Schmied Johann Heider, Ackerer Joh. Peter Knipp, Ackerin Anna Catharina Krimmel, Ackerer Gerhard Krimmel und Ackerin Witwe Peter Josef Merten.